# KfW IPEX-Bank

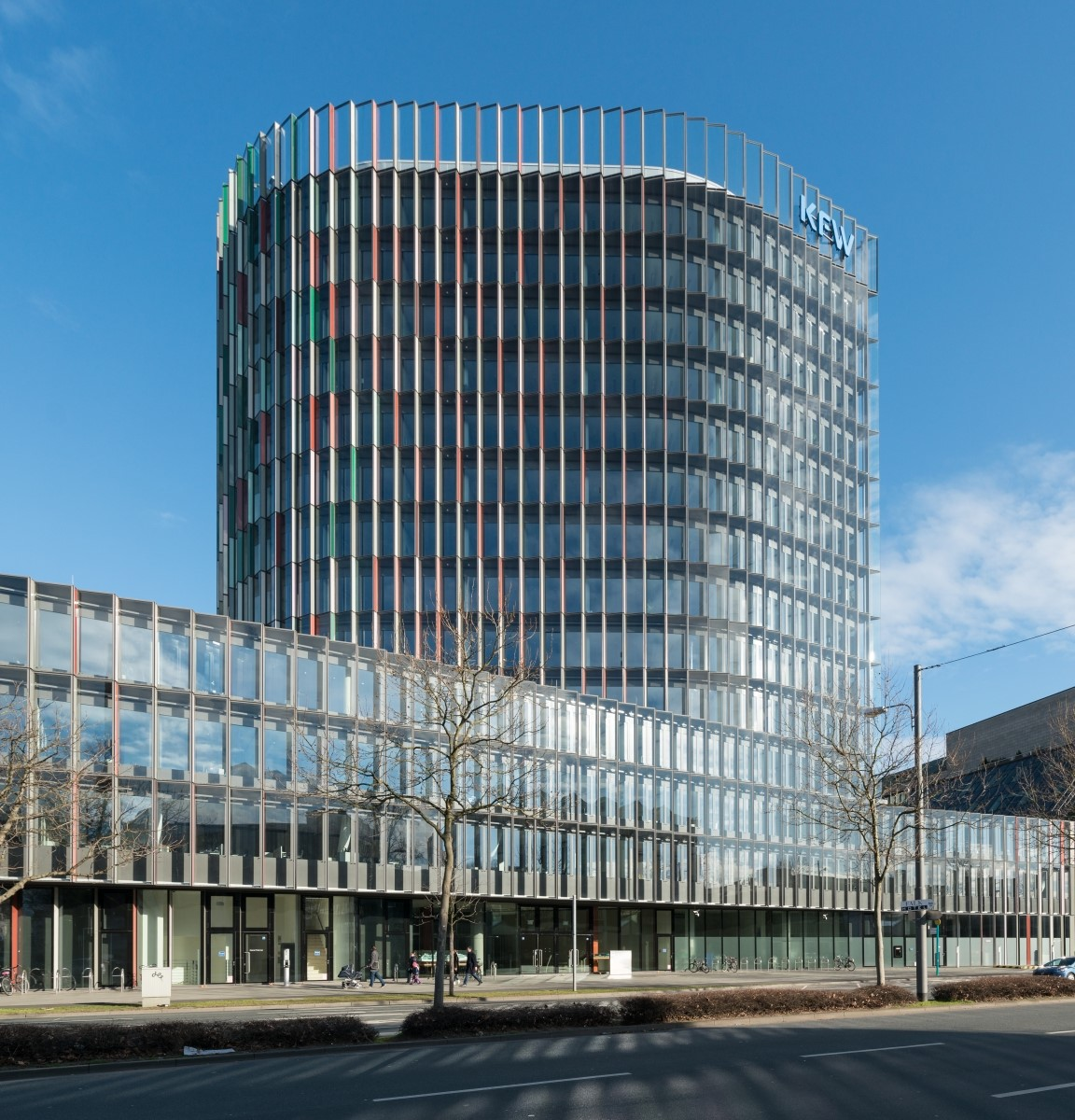
Westarkade – Hauptsitz in Frankfurt

Die KfW IPEX-Bank GmbH ist eine hundertprozentige Tochtergesellschaft der KfW (Kreditanstalt für Wiederaufbau). Sie agiert seit dem 1. Januar 2008 als rechtlich selbständige Bank, die dem Kreditwesengesetz unterliegt. Schwerpunkt ihrer Tätigkeit ist die internationale Projekt- und Exportfinanzierung. Der Hauptsitz der Bank ist Frankfurt am Main, wo die KfW IPEX-Bank die 2010 fertiggestellte Westarkade nutzt.

## Vorgeschichte
Schon recht früh benutzte die 1948 gegründete KfW die Instrumente der Export- und Projektfinanzierung (E&P) innerhalb ihres Geschäftsmodells. 1950 wurde der KfW diese Aufgabe übertragen. Dieser Zweig ihrer Geschäftstätigkeit gewann in den Achtziger- und Neunzigerjahren des vergangenen Jahrhunderts zunehmend an Bedeutung und rief nicht zuletzt deshalb die Wettbewerbshüter der Europäischen Union auf den Plan, die die Tätigkeit der KfW als deutsche Förderbank im Bereich E&P für nicht wettbewerbskonform ansahen. Dies vor allem deshalb, weil diese Geschäftstätigkeit innerhalb des geschützten Raums einer vom deutschen Staat abgesicherten Förderbank nicht unter Marktbedingungen stattfand und damit ein unzulässiger Wettbewerbsvorteil entstand.
Die Ausgliederung der internationalen Projekt- und Exportfinanzierung der KfW geht zurück auf eine Verständigung zwischen der Bundesrepublik Deutschland und der Kommission der Europäischen Union über die Ausrichtung rechtlich selbständiger Förderinstitute in Deutschland.
Die Vereinbarung sieht vor, dass die KfW die Refinanzierungsvorteile in Form von Haftungsübernahmen des Bundes ausschließlich für ihre originären, in einem Aufgabenkatalog definierten Fördertätigkeiten in Anspruch nehmen darf. Alle darüber hinausgehenden Aktivitäten sind nach der Vereinbarung bis zum Jahresanfang 2008 in ein privatrechtlich organisiertes Kreditinstitut ausgegliedert, das unter den Wettbewerbsbedingungen des Marktes agiert. Am 15. August 2003 hat der Deutsche Bundestag diese Vereinbarung im Förderbankenneustrukturierungsgesetz umgesetzt.
Zum 1. Januar 2004 wurde im Rahmen einer vierjährigen Übergangsphase (der sogenannten Bank-in-der-Bank-Phase) die Marke KfW IPEX-Bank (IPEX steht für „Internationale Projekt- und Exportfinanzierung“) konstituiert. Am 1. Januar 2008 wurde sie in der Rechtsform einer GmbH als Unternehmen ausgegründet und unterliegt der vollen Steuerpflicht und insbesondere auch der Bankenaufsicht, was für den Mutterkonzern, die KfW, nicht gilt.

## Strategische Schwerpunkte und Finanzierungsprodukte
Die KfW IPEX-Bank ist ein Spezialkreditinstitut im Bereich Export- und Projektfinanzierungen. Die Aufgaben der KfW IPEX-Bank bestehen in der Finanzierung im Interesse der deutschen und europäischen Wirtschaft und leiten sich aus dem gesetzlichen Auftrag der KfW ab. Der Schwerpunkt liegt dabei in der Bereitstellung von mittel- und langfristigen zweckgebundenen Finanzierungen zur Unterstützung der Exportwirtschaft, der Entwicklung der wirtschaftlichen und sozialen Infrastruktur sowie für Vorhaben des Umwelt- und Klimaschutzes.
Die KfW IPEX-Bank ist in den Geschäftssparten Energy, Mobility, Infrastructure und Industries & Commerce aktiv. Ihre Finanzierungsangebote reichen dabei von klassischen liefergebundenen Exportkrediten und Handelsfinanzierungen bis hin zu komplexen Projekt- und Strukturierten Finanzierungen in verschiedenen Währungen, auch unter Einbindung von Exportkreditversicherungen.

## Unternehmensdaten
Das Kreditvolumen für eigene Rechnung der KfW IPEX-Bank betrug 39,7 Mrd. EUR zum Jahresende 2022. Das Kreditvolumen des Geschäftsfeldes Projekt- und Exportfinanzierung der KfW, das von der KfW IPEX-Bank verantwortet wird, lag zum Jahresende 2022 bei 71,1 Mrd. EUR (Vorjahr: 68,5 Mrd. EUR).
Die Bank erteilte im Geschäftsjahr 2022 im Geschäftsfeld Export- und Projektfinanzierungen im originären Kreditgeschäft Neuzusagen mit einem Gesamtvolumen von 18,1 Mrd. EUR. Auf das Marktgeschäft entfiel dabei mit 12,4 Mrd. EUR der bei Weitem größte Anteil. Im Treuhandgeschäft, das die Bank im Auftrag und für Rechnung der KfW durchführt, wurden weitere Zusagen in Höhe von 5,1 Mrd. EUR erteilt. Hinzu kam Neugeschäft in Höhe von 0,6 Mrd. EUR zur Refinanzierung von Banken aus dem Schiffs-, ERP- sowie Africa-CIRR. Hier ist die KfW IPEX‑Bank im Rahmen eines Geschäftsbesorgungsvertrags für die KfW (Mandatar im Auftrag des Bundes) tätig. Das Neuzusagevolumen (einschließlich CIRR) lag damit mit insgesamt 18,1 Mrd. EUR um 4,5 Mrd. EUR über Vorjahresniveau. Die KfW IPEX-Bank beschäftigte im Geschäftsjahr 2022 durchschnittlich 901 Mitarbeiter.

## Auslandsstandorte
Die KfW IPEX-Bank verfügt über eine Niederlassung in London, eine Tochtergesellschaft in Singapur (KfW IPEX-Bank Asia Ltd.) sowie über Auslandsrepräsentanzen in Abu Dhabi, Bogotá, Istanbul, Johannesburg, Mexiko-Stadt, Mumbai, Singapur, New York und São Paulo.